# Gai Fonteu Capitó (cònsol 33 aC)
Gai Fonteu Capitó (llatí: Gaius Fonteius Capito) va ser un magistrat romà amic de Marc Antoni. Formava part de la gens Fonteia, una gens romana plebea originària de Tusculum.
Va ser pontífex màxim. Va acompanyar Mecenàs l'any 37 aC quan el dos van ser enviats per Octavi per restaurar l'amistat amb Marc Antoni. Capitó es va quedar al costat de Marc Antoni al que va acompanyar a Egipte. Probablement va ser cònsol sufecte l'any 33 aC (el Fonteu Capitó que apareix com a consul suffectus aquest any se suposa que és la mateixa persona) juntament amb Marc Acili. Horaci el menciona com un dels seus acompanyants a Brundisium.
Un Fonteu Capitó, que probablement és aquest, va ser autor de diversos escrits sobre endevinació etrusca. Va comentar els Libri Tagetici, pretesament escrits per Tages, inclosos en l'antiga Disciplina Etrusca, sobre les tronades i el seu significat, segons el dia en què es produeixen. Va combinar la tècnica dels harúspex etruscos amb l'astrologia, que en aquell moment s'havia estès per Roma. Va ser, com Luci Taruci, escriptor amb el que guarda moltes similituds, contemporani de Varró.